# 阿拉貢的嘉芙蓮
亞拉岡的凱瑟琳（西班牙語：Catalina； 英語：Catherine； 1485年12月16日－1536年1月7日），英格蘭國王亨利八世第一任王后（1509年6月11日—1533年5月28日），在此之前她是亨利八世的哥哥威爾士親王亞瑟·都鐸的威爾士王妃。

## 生平
1485年12月16日夜晚，凱瑟琳出生在阿爾卡拉德埃納雷斯大主教宮。她出身於西班牙王室，父親是亞拉岡國王天主教的斐迪南、母親是卡斯蒂利亚女王伊莎貝拉一世，同時凱薩琳是伊莎貝拉一世的四個女兒中最漂亮的一個，聰明美麗，凯瑟琳第一次的婚姻是樁政治婚姻，1501年11月4日，她嫁给了亨利七世的长子，太子威爾士親王亞瑟·都鐸，因而獲得威爾士王妃的头銜。但兩人婚後不到五个月，亞瑟王子就病逝了。
亞瑟去世时，西班牙与法國不和，亨利七世為了維持中立而不得罪西班牙王室，便力圖挽留長媳，打算將凱瑟琳許配給自己的次子亨利。
在當時，必須有教宗特許才能消除姻親關係。但是凱瑟琳宣佈她的第一次婚姻並未圓房，因而無需教宗特許，只需宣佈第一次婚姻無效即可。後來英國及西班牙雙方王室皆認為教宗特許仍是必要的，以避免外界質疑凱瑟琳和亨利這段婚姻的合法性。之後經由凱瑟琳的母親伊莎貝拉一世的請求，教宗以教宗訓令（Papal bull）的形式表示同意。於是，在第一任丈夫死後十四個月，18岁的凱瑟琳與她的小叔（夫婿的弟弟）、當時只有12歲的亨利八世訂婚。
然而到了1505年，國王亨利七世對與西班牙的聯盟失去了興趣，亨利七世隨即宣佈他並未同意這一婚約。之後的外交斡旋一直持續到1509年亨利七世去世為止。而在亨利七世駕崩後，他17歲的次子登基成為亨利八世，而凱瑟琳也在1509年6月11日嫁给了亨利八世，兩人於同年6月24日在西敏寺加冕，凱瑟琳正式成為英格蘭王后。

### 王室生活
凱瑟琳王后和亨利八世的婚姻维持了24年，這段期間凱瑟琳王后得到了英格蘭國民的愛戴。1513年，亨利八世在外时，凯瑟琳摄政，指挥了弗洛登战役，意图入侵英格兰的苏格兰国王也是亨利八世的姐夫詹姆斯四世在此战败亡。
亨利八世自從繼位後便一直想要男性繼承人，王后從1510年到1518年曾生產六次，除了女兒玛丽之外全數早夭，之後不再有懷孕的紀錄。1519年亨利八世與王后侍女有私生子第一代里士满和萨默塞特公爵亨利·菲茨罗伊。亨利八世認定年華老去的王后無法為他生育男嗣，以早逝兄長當年與凱瑟琳王后曾完婚為由，向教宗克勉七世遞狀請求自己的婚姻無效，但教宗克勉七世礙於西班牙勢力拒絕。亨利八世甚至一度考慮以私生子為繼承人，或是拿到教宗特許狀讓私生子和同父異母的玛丽訂婚以順利繼承王位。
亨利再度看中王后侍女之一，出身英格蘭貴族的安妮·博林。她是位年輕貌美又野心勃勃的女子，曾以亨利八世已婚為理由，拒絕當國王情婦，使亨利八世更加著迷。1531，凱瑟琳王后被逐出宮廷，居於偏遠離宮。1533年，安妮·博林懷孕，為了不讓孩子成為又一個私生子，亨利八世操控英國國會通過法案，宣布脫離羅馬教廷的控制，亨利八世和安妮秘密結婚，隨後宣布和凱瑟琳王后的婚姻無效，為安妮·博林加冕為王后。亨利八世一心盼望安妮能為他生一位王子，但9月安妮卻生下一位公主，即日後的伊麗莎白一世，安妮的傲慢很快使得她在宫廷中变得不受欢迎，數度流產後亨利对她失去信心，开始物色新王后人選。
凱瑟琳王后終其一生堅持自己是亨利八世唯一合法的妻子、英格蘭唯一合法的王后。她存活下來的女兒玛丽公主在安妮王后的算計下從公主淪為私生女，瑪麗甚至被安妮強迫當伊麗莎白的侍女。安妮使伊麗莎白公主被指定為王位繼承人，剥夺了凱瑟琳探望自己的女儿玛丽公主权利。亨利曾对凱瑟琳母女表示，只要她们承认安妮是他的新王后，便能得到更好的住处和待遇，但凱瑟琳母女都拒绝。

### 去世及影響
凱瑟琳王后在1536年去世，死後醫生解剖發現她的心臟是黑色的，據說是被安妮·博林下毒害死。此時安妮再次怀孕，在凱瑟琳喪禮的同一天，安妮流产了一个男婴。四個月後，安妮·博林被亨利八世指控通姦罪，並處以斬首，她死後僅24个小时，亨利八世就正式和简·西摩订下了婚约。她的女兒伊麗莎白也因此失去了公主之位，也淪為私生女。